# Backobourkia
Backobourkia is een geslacht van spinnen uit de  familie van de wielwebspinnen (Araneidae).

## Soorten
- Backobourkia brouni (Urquhart, 1885)
- Backobourkia collina (Keyserling, 1886)
- Backobourkia heroine (L. Koch, 1871)